# Farra d'Isonzo
Farra d'Isonzo (en friülà, Fare) és un municipi italià, dins de la província de Gorizia. L'any 2007 tenia 1.779 habitants. Limita amb els municipis de Gorizia, Gradisca d'Isonzo, Mariano del Friuli, Moraro, Mossa, Sagrado, San Lorenzo Isontino i Savogna d'Isonzo.

## Administració
| Període | Identitat       | Partit        |
| ------- | --------------- | ------------- |
| 2004-   | Maurizio Fabbro | Llista cívica |